# Espacio marino de La Bocayna
Espacio marino de La Bocayna este o arie protejată (arie de protecție specială avifaunistică — SPA) din Spania întinsă pe o suprafață de 83.412,83 ha, integral marine.

## Localizare
Centrul sitului Espacio marino de La Bocayna este situat la coordonatele 28°47′32″N 13°55′13″W / 28.7922°N 13.9203°V.

## Înființare
Situl Espacio marino de La Bocayna a fost declarat arie de protecție specială avifaunistică în iulie 2014 pentru a proteja 11 specii de animale.

## Biodiversitate
Situată în ecoregiunile  și marină macaroneziană, aria protejată nu include niciun habitat protejat.
La baza desemnării sitului se află mai multe specii protejate de  păsări (11): Bulweria bulwerii, Calonectris diomedea, chirighiță neagră (Chlidonias niger), Hydrobates castro, Hydrobates leucorhous, Hydrobates pelagicus, Pelagodroma marina, Puffinus assimilis, Puffinus puffinus, chiră de baltă (Sterna hirundo), chiră de mare (Thalasseus sandvicensis).
Pe lângă speciile protejate, pe teritoriul sitului au mai fost identificate 2 specii de păsări.